# كيفن شميت
كيفن شميت (بالإنجليزية: Kevin Schmidt)‏ (و. 1988 – م) هو ممثل، ومنتج أفلام، وممثل أفلام، وممثل تلفزيوني، من الولايات المتحدة الأمريكية، ولد في أندوفر.

## وصلات خارجية
- كيفن شميت على موقع IMDb (الإنجليزية)
- كيفن شميت على موقع ألو سيني (الفرنسية)
- كيفن شميت على موقع أول موفي (الإنجليزية)
- كيفن شميت على موقع قاعدة بيانات الأفلام السويدية (السويدية)
- كيفن شميت على موقع قاعدة بيانات الفيلم (الإنجليزية)
- كيفن شميت على موقع كينوبويسك (الروسية)